# Theaterpark

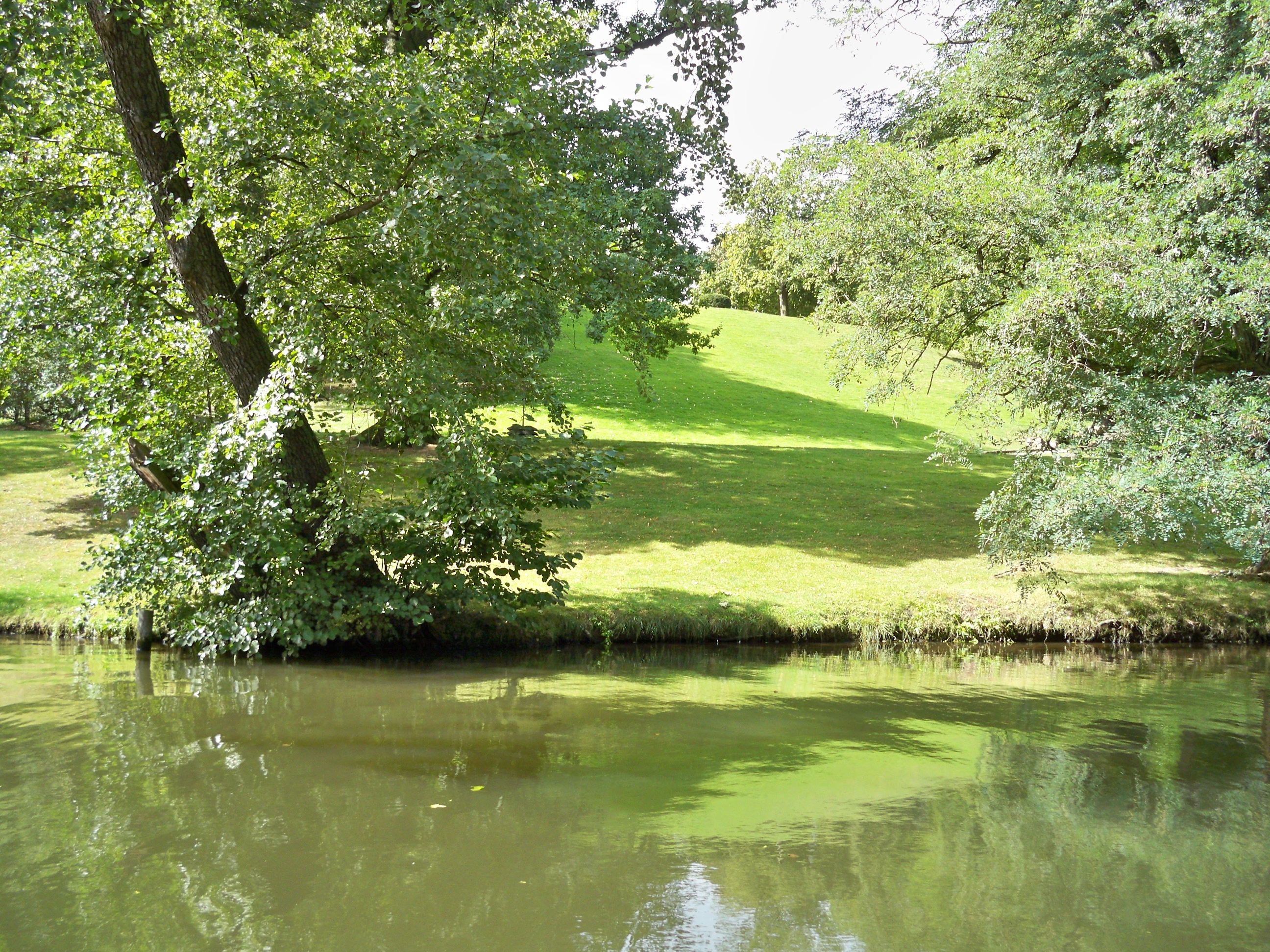
Der ehemalige Bastionshügel vom Umflutgraben aus gesehen

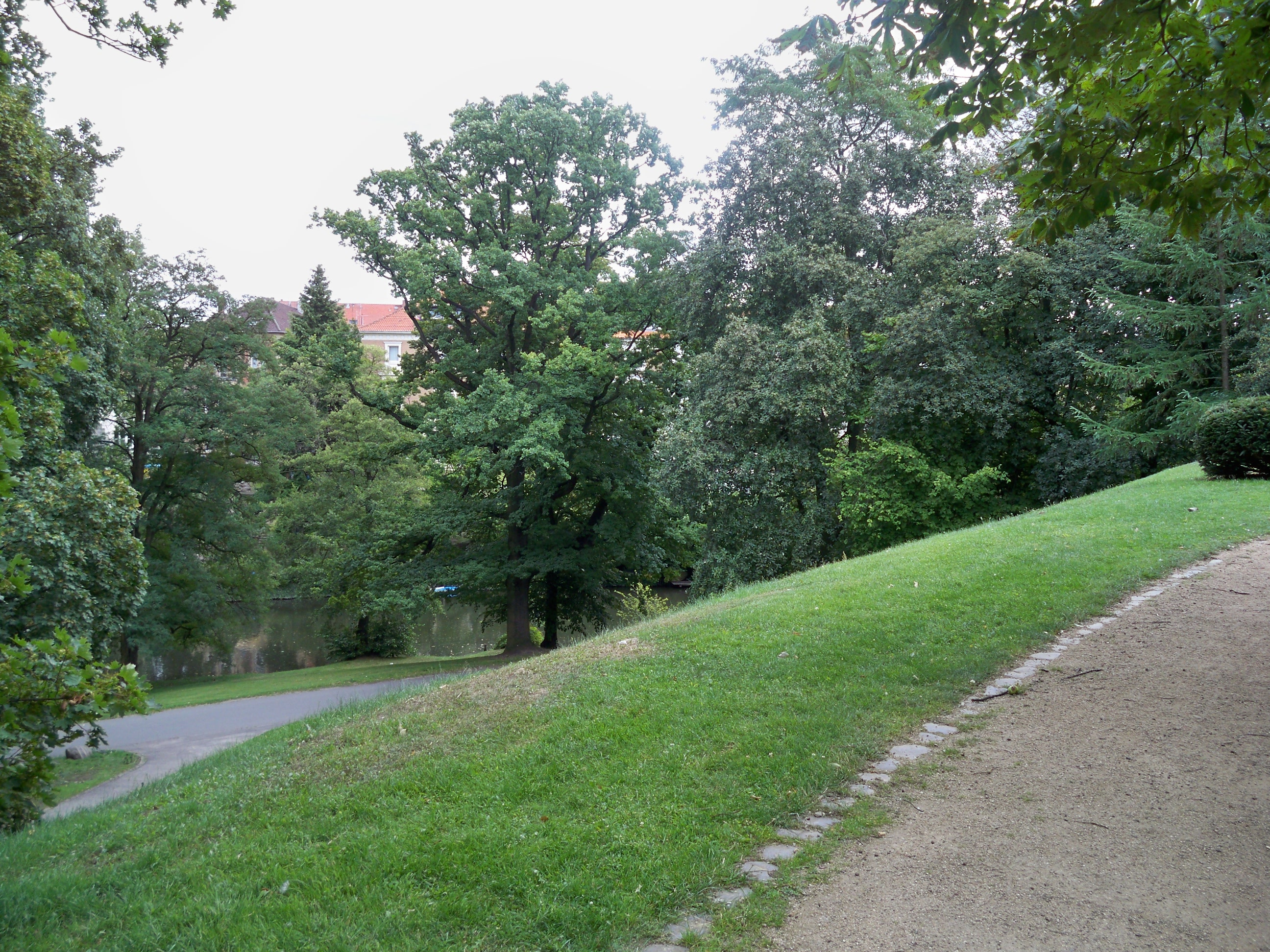
Blick auf den Hügel und den Umflutgraben

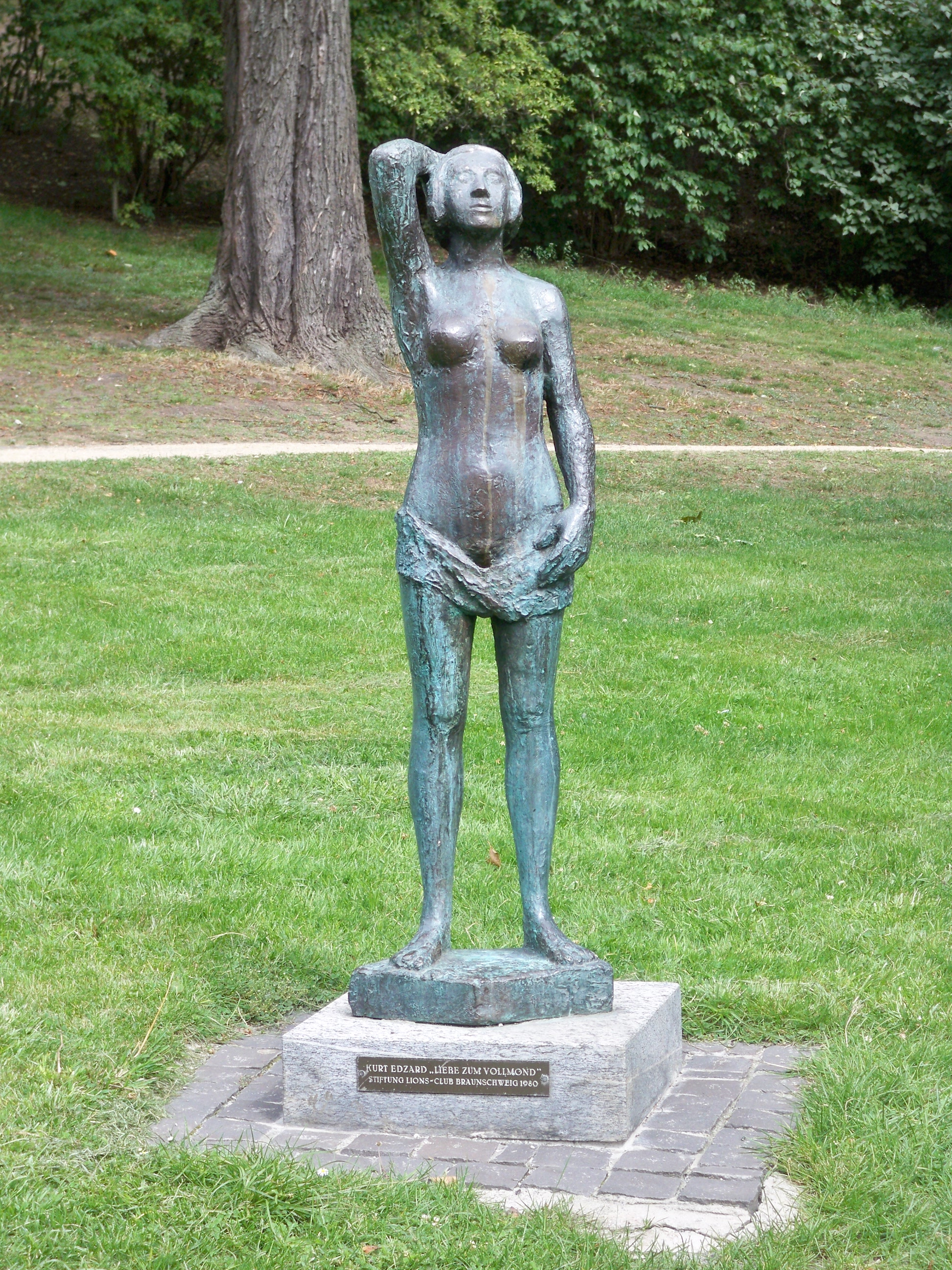
Statue Die Stehende – Liebe zum Vollmond von Kurt Edzard

Der Theaterpark ist eine Parkanlage in der Stadt Braunschweig.

## Geographie und Ausstattung
Der Theaterpark liegt im Osten der Innenstadt von Braunschweig, die durch die Umflutgraben der Oker umschlossen wird. Er ist 3,25 Hektar groß. Im Osten grenzt der Theaterpark an den Östlichen Umflutgraben. Entlang dem Umflutgraben erstreckt sich der Park als schmaler Uferstreifen nach Norden bis zur Fallersleber-Tor-Brücke. Südlich des Parks befindet sich jenseits der Straße „Am Theater“ das Staatstheater Braunschweig, nach dem der Park benannt wurde. Im Westen begrenzt die Straße „Theaterwall“ den Park. Nordöstlich des Theaterparks liegt jenseits des Umflutgrabens das Erweiterungsgelände des Botanischen Gartens. Eine Unterführung östlich des Theaters verbindet den Theaterpark mit dem Museumpark.
Der Park zeichnet sich durch einen 83,5 Meter über NHN liegenden ehemaligen Bastionshügel aus, der damit rund 14 Meter über dem Niveau des Östlichen Umflutgrabens liegt. Der Hügel ist damit der höchste Geländepunkt innerhalb der Umflutgräben. Er ist auf mehreren Wegen zu erreichen. Auf dem Hügel gibt es eine Sitzgruppe mit Granitbänken und einen Kinderspielplatz. Nördlich des Hügels steht das ehemalige „Haeckels Gartenhaus“, ein Bau des Frühklassizismus, der jedoch aus dem Park ausgegliedert wurde. Die Bäume stehen teils einzeln, teils in Gruppen. Zahlreiche im Park vorkommenden Baumarten wie Persimone und Zürgelbaum sind nicht heimisch. Am Südrand des Parks befindet sich ein Denkmal für den Komponisten Franz Abt. Die Statue Die Stehende – Liebe zum Vollmond von Kurt Edzard steht im südlichen Teil des Parks.

## Geschichte

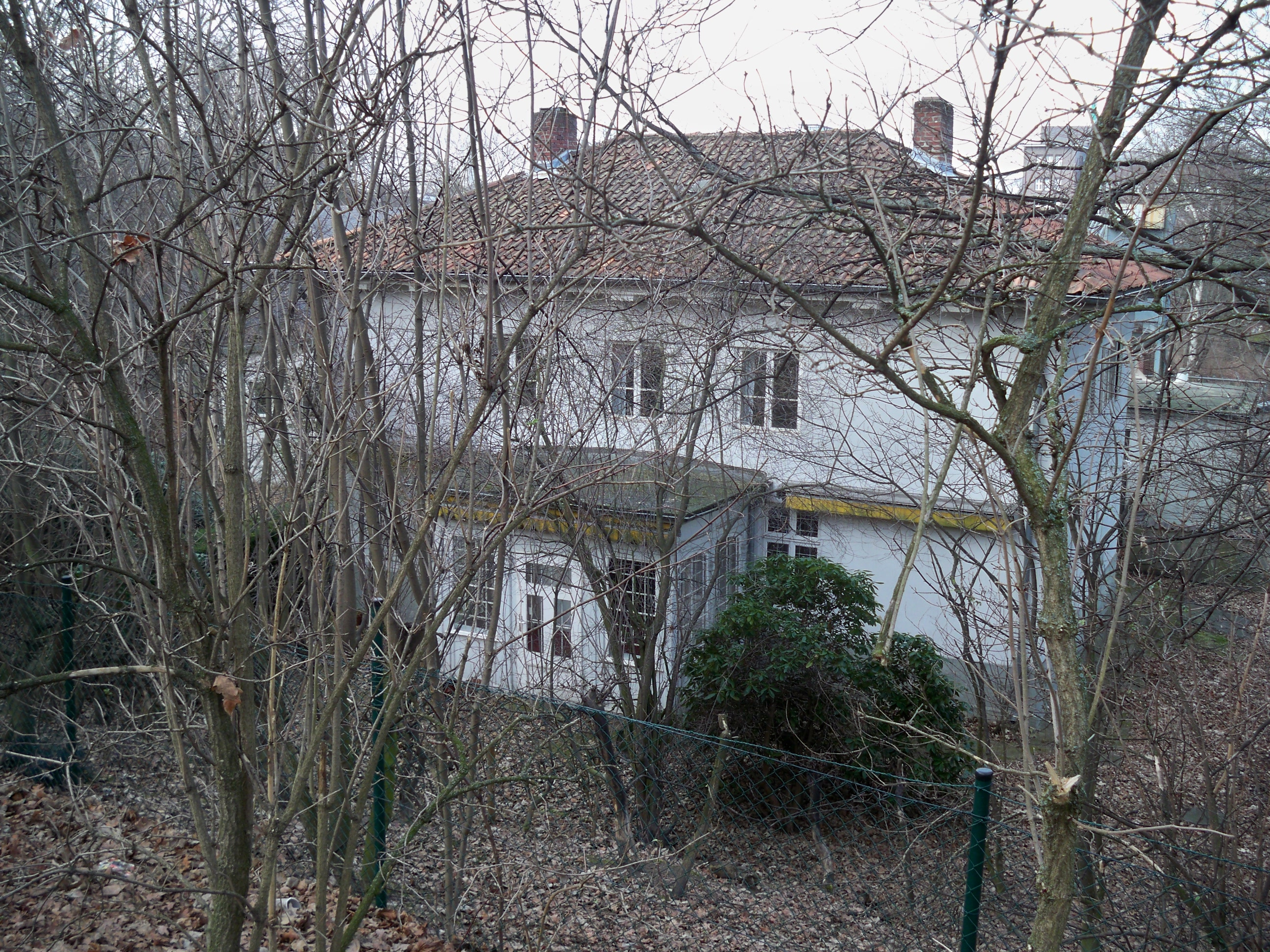
Haeckels Gasthaus, vom Theaterpark aus gesehen

Der Theaterpark liegt im Bereich des ehemaligen Bollwerks Anton, das Bestandteil der Braunschweiger Wallanlagen war. Zu Beginn des 19. Jahrhunderts wurden diese Festungsanlagen in Promenaden umgestaltet. Um 1800 hatte die Herzogin und regierende Fürstin Augusta der Allgemeinheit die ehemaligen Bollwerke Anton und Ulrich am Östlichen Umflutgraben der Oker zur Verfügung gestellt. Der Gartenarchitekt Johann George Gottlieb Schoch, der Teile des Wörlitzer Parks gestaltet hatte, wurde mit der Planung beauftragt. Unter seiner Leitung entstand der „Herzogin Garten“, auch „Fürstlicher Park“ bzw. „Herzoglicher Park“ genannt, der erste Braunschweiger Park im Stil der Frühromantik. Nach dem Fortzug der Herzogin im Jahr 1805 vollendete Peter Joseph Krahe die Parkanlage. So entwarf er das frühklassizistisch geprägte „Haeckels Gartenhaus“. Das Gelände war unter anderem in bewaldete Hügel und Grasflächen gegliedert und wies eine Vielzahl fremdländischer Gehölze auf. Auf der Ostseite des Umflutgrabens befand sich als Teil des Parks der „Herzogliche Küchengarten“, der mit einer Fähre erreicht werden konnte. An mehreren Stellen des Parks wurden Wirtschaftsgebäude wie „Haeckels Gartenhaus“ errichtet, die in romantisierender Form den Zusammenhang von Ästhetik und Nutzen darstellen sollten. Im Park gab es mehrere Sichtachsen. Man konnte von dem höchsten Hügel bis Riddagshausen, zum Nußberg sowie zum Elm und Harz sehen. In der Parkmitte befand sich ein großes Blumenoval. Dort entstand ab 1858 das Staatstheater, so dass der Park in zwei Teile getrennt wurde. Der nördliche Park wurde später Theaterpark genannt, der südliche Teil Museumpark. 1879 wurden nördlich von „Haeckels Gartenhaus“ Kulissenhäuser für das Theater errichtet. Der „Herzogliche Küchengarten“ wurde um 1885 zugunsten der Wohnbebauung der heutigen Jasperallee aufgegeben, als auch die damalige Kaiser-Wilhelm-Brücke über den Umflutgraben errichtet wurde.
1891 wurde am Südrand des Theaterparks ein von Karl Echtermeier geschaffenes Denkmal für Franz Abt (1819–1885) aufgestellt, der 30 Jahre als Hofkapellmeister am Braunschweiger Theater gewirkt hatte. Es wurde bis auf die Porträtbüste im Zweiten Weltkrieg eingeschmolzen und 1960 von Paul Egon Schiffers neu gestaltet und aufgestellt. Im Zweiten Weltkrieg wurde der Park durch Bombenabwürfe beschädigt. Der Nordteil konnte lange nicht mehr genutzt werden.
Der Nordteil des Theaterparks wurde 1980 wieder freigegeben, allerdings ohne „Haeckels Gartenhaus“. 1996 begannen Umgestaltungen, um zumindest einige der Ideen Schochs erneut umzusetzen. So wurde die Sichtachse vom Hügelplateau zum Umflutgraben wiederhergestellt und am Umflutgraben ein Bootssteg errichtet, der an die frühere Fähre erinnern soll. Das Wegenetz wurde näherungsweise dem ursprünglichen Zustand angeglichen. 2010 wurde die Statue Die Stehende – Liebe zum Vollmond aufgestellt, die zuvor im Schlosspark gestanden hatte.